# Fontane Bianche
Fontane Bianche è una frazione di Siracusa, da cui dista 12 km. Sorge sulla costa a sud del capoluogo e conta una popolazione di un migliaio di abitanti, che aumentano considerevolmente durante la stagione estiva, essendo anche e soprattutto un luogo di villeggiatura.
Deve il suo nome alle numerose sorgenti d'acqua dolce e limpida, una delle quali sgorga in spiaggia e arriva gelida fin sotto la sabbia.

## Storia
Prima dell'urbanizzazione, era una frazione marina e rurale allo stesso tempo. La lunga spiaggia (ancora presente e nel cui golfo c'era una tonnara di epoca seicentesca) era sovrastata da masserie e da terreni in cui, tra le altre cose, si coltivava l'uva dalla quale si produceva il rinomato vino Moscato di Siracusa, e da molta vegetazione composta, oltre che da piante alofile, dalla steppa e dalla gariga, anche da alberi e da specie della macchia mediterranea, uno di questi era l'albero della mandorla "Pizzuta".
Nei decenni successivi al secondo dopoguerra, Fontane Bianche ha cambiato radicalmente aspetto. Erano gli anni del boom economico ed edilizio che ha favorito la costruzione di molte seconde case al mare da parte dei siracusani. Fino alla fine degli anni novanta era comunque molto frequentata non solo per i lidi sulla spiaggia e per la villeggiatura estiva, ma anche per la presenza di diverse strutture ricettive e di un camping, nonché per i tornei di beach soccer (in cui hanno partecipato ex calciatori anche di serie A), e per il "Palamare", una struttura mobile simile a un palazzetto dello sport dove si svolgevano concerti, spettacoli ed eventi vari che movimentavano ulteriormente la frazione. Essa, dopo una crisi nei primi anni duemila, ha avuto nel decennio successivo una ripresa sociale ed economica, è stato realizzato il nuovo "Palalive" (sempre come struttura mobile) che vi ha fatto tornare i concerti, gli spettacoli e gli eventi estivi; molte villette sono state ristrutturate e sono stati aperti nuovi lidi, nuovi locali e nuove strutture ricettive.
Da poco più di un decennio Fontane Bianche, insieme alla limitrofa Cassibile, mira alla separazione e all'autonomia amministrativa da Siracusa, formando per questo anche un comitato che porti alla costituzione del nuovo comune, che potrebbe essere stabilita tramite un referendum. 

## Caratteristiche
La spiaggia di Fontane Bianche, la più lunga del territorio siracusano, è delimitata a est e a ovest da due costoni rocciosi. Questa particolare morfologia del territorio, simile a una baia, consente di godere di un mare quasi sempre calmo e piatto. Dal punto di vista architettonico, la frazione è composta quasi esclusivamente da villette indipendenti di varie dimensioni, e possiede una buona quantità di verde soprattutto grazie alla presenza (o meglio, di ciò che rimane) di una pineta che purtroppo in gran parte non è resistita all'ondata edificatoria e ai tagli indiscriminati, la quale è posta dietro la spiaggia dove, oltre all'area libera, sono presenti cinque lidi balneari. Grazie alle sue spiagge dalla sabbia chiara e fine, nonché dai fondali bassi particolarmente adatti ai bambini, Fontane Bianche è un punto di riferimento tra le zone balneari siciliane nella stagione estiva, durante la quale si registra un forte afflusso di bagnanti siracusani e di altri territori siciliani, nonché di turisti italiani ed esteri, che riempiono ogni estate gli hotel e i bed and breakfast presenti nella località. 
Per lo svago, sono presenti diversi ristoranti e pizzerie, un chiosco-bar sulla spiaggia aperto anche la notte, e una discoteca. Sono inoltre presenti una postazione di Guardia medica, una farmacia, una Chiesa e un piccolo parco che offre anche giochi per bambini, chiamato Parco Agorà, progettato e realizzato su iniziativa di alcuni residenti. 
Nella stagione estiva, un giorno alla settimana si svolge il "Mercato del contadino", dedicato alla vendita di prodotti biologici. 
Oltre alla spiaggia, ci sono anche zone di scogli facilmente accessibili. Vi sfocia il fiume Cassibile.

## Trasporti
Dal 2008 è raggiungibile anche in treno grazie alla locale stazione ferroviaria situata sulla tratta Siracusa-Gela-Canicattì. Nella stagione estiva 2020 è stata inserita tra le otto fermate del treno "Barocco line", il quale collega otto luoghi turistici e caratteristici della Sicilia orientale. La frazione è inoltre servita dagli svincoli dell'A18 (Cassibile) e della SS115, che la connette con la SP104 la quale attraversa questa e le altre frazioni marine dell'area sud di Siracusa. 

## Sport
Dal 2016 Fontane Bianche è rappresentata, insieme a Cassibile, da una squadra di calcio denominata Associazione Sportiva Dilettantistica Cassibile-Fontane Bianche, che nella stagione 2022-2023 si è classificata al primo posto del proprio girone di Terza categoria, conquistando così la promozione in Seconda categoria. 
Disputa le proprie partite casalinghe nel campo sportivo "Ivan Tuccitto" di Cassibile, dotato di manto in erba sintetica e composto da una tribuna in cemento, spesso gremita. Il 18 settembre 2024 viene ripescato in Prima categoria, dove attualmente milita.